# Nati nel 1137
| Questa pagina contiene informazioni ricavate automaticamente dalle voci biografiche con l'ausilio del template Bio e di un bot. L'aggiornamento è periodico e automatico e ricostruisce completamente la pagina. Se manca una persona in questa lista, sei pregato di non aggiungerla, ma accertati piuttosto che la sua voce biografica contenga il template Bio e che i dati anagrafici siano correttamente compilati. Se il template Bio manca, inseriscilo tu stesso o, in alternativa, metti l'avviso {{tmp\|Bio}} che ne segnala la mancanza. Se i dati riportati sono sbagliati, correggi direttamente la voce biografica; le modifiche saranno visibili in questa lista entro pochi giorni. Per chiarimenti vedi il progetto biografie. La lista contiene solo le 7 persone che sono citate nell'enciclopedia e per le quali è stato implementato correttamente il template Bio. Pagina aggiornata al 13 gen 2025. |

- Bianca Garcés di Navarra († 1156)
- Enrico Bratislao III di Boemia, vescovo cattolico boemo († 1197)
- Ferdinando II di León, re († 1188)
- Enrico Berengario Hohenstaufen, re († 1150)
- Matteo di Lorena, conte († 1173)
- Ibn Qalāqis, mistico arabo († 1172)
- Venceslao II, sovrano boemo († 1192)